# Giải Môi trường Goldman
Giải Môi trường Goldman (tiếng Anh: Goldman Environmental Prize) là một giải thưởng hàng năm dành cho những thường dân hoạt động vì môi trường ở 6 khu vực địa lý: châu Phi, châu Á, châu Âu, các đảo quốc, Bắc Mỹ, Nam Mỹ và Trung Mỹ. Giải thưởng gồm một khoản tiền là 150.000 $ không có  điều kiện hạn chế (năm 2008).
Giải môi trường Goldman được thiết lập năm 1990 bởi nhà bác ái Richard N. Goldman và phu nhân, Rhoda H. Goldman. Richard N. Goldman đã lập ra Goldman Insurance Services ở San Francisco, còn Rhoda H. Goldman là chắt gái của Levi Strauss, người sáng lập công ty quần áo mang tên mình trên khắp thế giới.
Một ban giám khảo quốc tế sẽ tuyển chọn các người đoạt giải hàng năm từ một danh sách kín do mạng lưới các tổ chức môi trường và các cá nhân trên khắp thế giới đề cử. Các người đoạt  giải sẽ tham gia một chuyến đi 10 ngày ở San Francisco và Washington, D.C., để dự buổi lễ giới thiệu và phát thưởng, các hội nghị mới, các buổi thuyết trình trước các phương tiện truyền thông, cùng gặp gỡ các nhà lãnh đạo chính trị, tài chính và môi trường.

## Liên quan
- Trong một bức thư được công bố hôm thứ Tư (14/9/2022), 52 người được trao Giải thưởng Môi trường Goldman đã kêu gọi Hội đồng Nhân quyền Liên Hợp Quốc (UNHRC) bác đơn của Việt Nam ứng cử làm thành viên của hội đồng vì lý do nước này đàn áp các nhà hoạt động về khí hậu. Bức thư có nêu lên những lo ngại về bản án hai năm tù đối với một trong những người ủng hộ môi trường nổi tiếng nhất của Việt Nam, bà Ngụy Thị Khanh.[3]

## Các người đoạt giải

### 1990
- Robert Brown (Úc)
- Lois Gibbs (Hoa Kỳ)
- Janet Gibson (Belize)
- Harrison Ngau Laing (Malaysia)
- János Vargha Lưu trữ ngày 5 tháng 12 năm 2008 tại Wayback Machine (Hungary)
- Michael Werikhe (Kenya)

### 1991
- Wangari Muta Maathai (Kenya)
- Eha Kern & Roland Tiensuu (Thụy Điển)
- Evaristo Nugkuag (Peru)
- Kuroda Yoichi (Nhật Bản)
- Samuel LaBudde (Hoa Kỳ)
- Cath Wallace (New Zealand)

### 1992
- Jeton Anjain (Quần đảo Marshall)
- Medha Patkar (Ấn Độ)
- Wadja Egnankou (Bờ Biển Ngà)
- Christine Jean (Pháp)
- Colleen McCrory (Canada)
- Carlos Alberto Ricardo (Brasil)

### 1993
- Margaret Jacobsohn & Garth Owen-Smith (Namibia)
- Juan Mayr (Colombia)
- Đái Tình (Trung Quốc)
- John Sinclair (Úc)
- JoAnn Tall (Hoa Kỳ)
- Sviatoslav Zabelin (Nga)

### 1994
- Matthew Coon Come (Canada)
- Tuenjai Deetes (Thái Lan)
- Laila Iskander Kamel (Ai Cập)
- Luis Macas (Ecuador)
- Heffa Schücking (Đức)
- Andrew Simmons (Saint Vincent và Grenadines)

### 1995
- Aurora Castillo (Hoa Kig)
- Yul Choi South (Hàn Quốc)
- Noah Idechong (Palau)
- Emma Must (Anh)
- Ricardo Navarro (El Salvador)
- Ken Saro-Wiwa (Nigeria)

### 1996
- Ndyakira Amooti (Uganda)
- Bill Ballantine (New Zealand) Lưu trữ ngày 24 tháng 7 năm 2011 tại Wayback Machine
- Edwin Bustillos (México)
- M.C. Mehta (Ấn Độ)
- Marina Silva (Brasil)
- Albena Simeonova (Bulgaria)

### 1997
- Nick Carter (Zambia)
- Loir Botor Dingit (Indonesia)
- Aleksandr Nikitin (Nga)
- Juan Pablo Orrego (Chile)
- Fuiono Senio & Paul Alan Cox (Samoa)
- Terri Swearingen (Hoa Kỳ)

### 1998
- Anna Giordano (Ý)
- Kory Johnson (Hoa Kỳ)
- Berito Kuwaru'wa (Colombia)
- Atherton Martin (Dominica)
- Sven "Bobby" Peek (Nam Phi)
- Yamashita Hirofumi (Nhật Bản)

### 1999
- Jacqui Katona & Yvonne Margarula (Úc)
- Michal Kravcik (Slovakia)
- Bernard Martin (Canada)
- Samuel Nguiffo (Cameroon)
- Jorge Varela (Honduras)
- Ka Hsaw Wa (Myanma)

### 2000
- Oral Ataniyazova (Uzbekistan)
- Elias Diaz Peña & Oscar Rivas (Paraguay)
- Vera Mischenko (Nga)
- Rodolfo Montiel Flores (México)
- Alexander Louis Peal (Liberia)
- Nat Quansah (Madagascar)

### 2001
- Jane Akre & Steve Wilson (Hoa Kỳ)
- Yosepha Alomang (Indonesia)
- Giorgos Catsadorakis & Myrsini Malakou (Hi Lạp)
- Oscar Olivera (Bolivia)
- Eugène Rutagarama (Rwanda)
- Bruno Van Peteghem (Nouvelle-Calédonie) 2001

### 2002
- Pisit Charnsnoh (Thái Lan)
- Sarah James & Jonathon Solomon (Hoa Kỳ)
- Fatima Jibrell (Somalia)
- Alexis Massol-González (Puerto Rico)
- Norma Kassi (Canada)
- Jean La Rose (Guyana)
- Jadwiga Lopata (Ba Lan)

### 2003
- Julia Bonds (Hoa Kỳ)
- Pedro Arrojo-Agudo (Tây Ban Nha)
- Eileen Kampakuta Brown & Eileen Wani Wingfield (Úc)
- Von Hernandez (Philippines)
- Maria Elena Foronda Farro (Peru)
- Odigha Odigha (Nigeria)

### 2004
- Rudolf Amenga-Etego (Ghana)
- Rashida Bee & Champa Devi Shukla (Ấn Độ)
- Libia Grueso (Colombia)
- Manana Kochladze (Gruzia)
- Demetrio do Amaral de Carvalho (Đông Timor)
- Margie Richard (Hoa Kỳ)

### 2005
- Isidro Baldenegro López (México)
- Kaisha Atakhanova (Kazakhstan)
- Chavannes Jean-Baptiste (Haiti)
- Stephanie Danielle Roth (România)
- Corneille Ewango (Congo)
- José Andrés Tamayo Cortez (Honduras)

### 2006
- Silas Kpanan' Siakor (Liberia)
- Vu Hiểu Cương (Trung Quốc)
- Olya Melen (Ukraina)
- Anne Kajir (Papua New Guinea)
- Craig E. Williams (Hoa Kỳ)
- Tarcisio Feitosa da Silva (Brasil)

### 2007
- Sophia Rabliauskas (Canada)
- Hammerskjoeld Simwinga (Zambia)
- Tsetsegee Munkhbayar (Mông Cổ)
- Julio Cusurichi Palacios (Peru)
- Willie Corduff (Ireland)
- Orri Vigfússon (Iceland)

### 2008
- Pablo Fajardo & Luis Yanza (Ecuador)[4]
- Jesus Leon Santos (México)
- Rosa Hilda Ramos (Puerto Rico)
- Feliciano dos Santos (Mozambique)
- Marina Rikhvanova (Nga)
- Ignace Schops (Bỉ)

### 2009
- Maria Gunnoe (Hoa Kỳ)[5]
- Marc Ona, (Gabon)
- Rizwana Hasan (Bangladesh)
- Olga Speranskaya (Nga)
- Yuyun Ismawati (Indonesia)
- Wanze Eduards & Hugo Jabini (Suriname)

### 2010
- Thuli Brilliance Makama, Swaziland[6]
- Tuy Sereivathana (Campuchia)
- Małgorzata Górska (Ba Lan)
- Humberto Ríos Labrada (Cuba)
- Lynn Henning (Hoa Kỳ)
- Randall Arauz (Costa Rica)

### 2018
- Manny Calonzo, Philippines
- Francia Márquez, Colombia
- Ngụy Thị Khanh, Việt Nam [7]
- LeeAnne Walters, Hoa Kỳ
- Makoma Lekalakala và Liz McDaid, South Africa
- Claire Nouvian, Pháp[8]

### 2021
- Gloria Majiga-Kamoto, Malawi
- Nguyễn Văn Thái, Việt Nam [9]
- Maida Bilal, Bosnia and Herzegovina
- Kimiko Hirata, Nhật
- Sharon Lavigne, Hoa Kỳ
- Liz Chicaje Churay, Peru[10][11]